# Enzersdorf (Witzmannsberg)
Enzersdorf ist ein Gemeindeteil der Gemeinde Witzmannsberg im niederbayerischen Landkreis Passau.

## Lage
Das Kirchdorf Enzersdorf liegt im Abteiland etwa 500 Meter südöstlich von Witzmannsberg.

## Geschichte
Enzersdorf, erstmals erwähnt 1312 im dritten Herzogsurbar, hatte 1558 und danach den Status einer geschlossenen Hofmark ohne eigenen Sitz. Die Schwarzensteiner von Schloss Englburg übten hier die Niedere Gerichtsbarkeit aus. Als nach 1600 Christoph von Nußdorf zu Tittling aufgrund des Testamentes seiner Frau, einer geborenen Schwarzenstein zu Englburg, das Erbe übernahm, wurde dieses Testament 1625 von den Taufkirchenern, nunmehr Herren auf der Englburg, erfolgreich angefochten. Darauf gehörte die Hofmarksherrschaft wieder bis ins 19. Jahrhundert den Besitzern der Hofmark Englburg. Danach kam Enzersdorf im Zuge der Gemeindebildung zur Gemeinde Witzmannsberg.

## Sehenswürdigkeiten

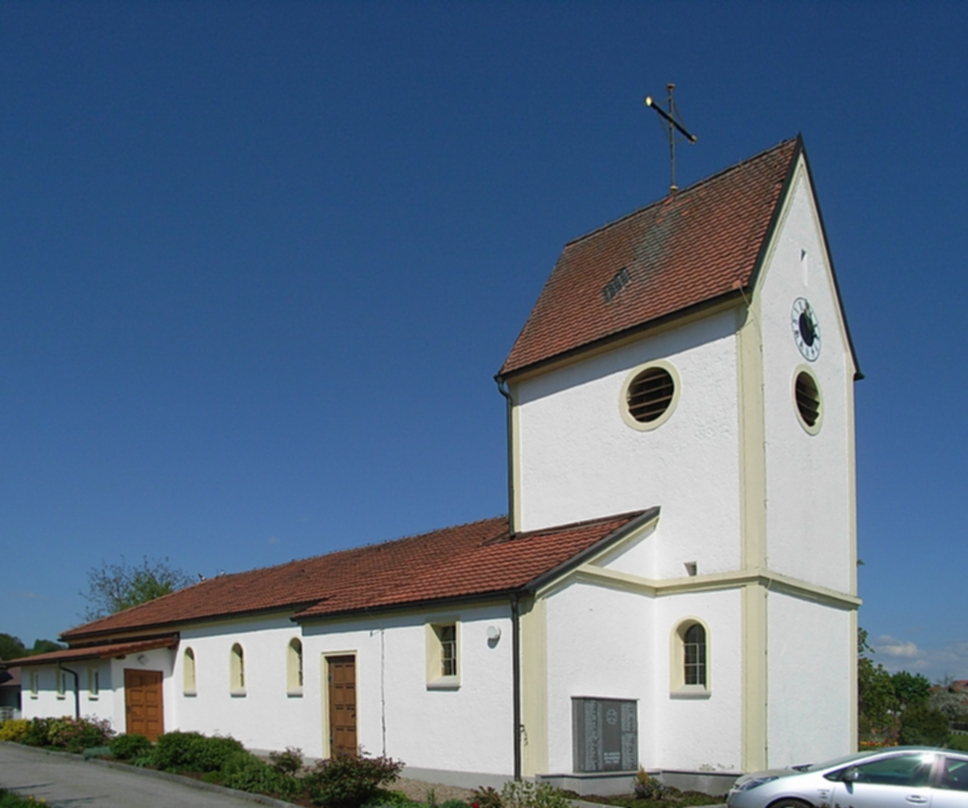
Die Nebenkirche Hl. Herz Jesu

Die Kirche Hl. Herz Jesu, eine Nebenkirche der Pfarrei Tittling, wurde 1952 erbaut.

## Bildung
Enzersdorf ist Schulort der Grundschule Witzmannsberg.

## Vereine
An Vereinen sind der Soldaten- und Kriegerverein Enzersdorf und die KLJB Enzersdorf vorhanden.